# تپه هاشمی
تپه هاشمی در شهرستان ملایر، بخش سامن، دهستان حرم رود سفلی، روستای هزارجریب واقع شده و این اثر در تاریخ ۲۵ آبان ۱۳۸۷ با شمارهٔ ثبت ۲۳۶۹۷ به‌عنوان یکی از آثار ملی ایران به ثبت رسیده است.